# Енріке Фернандес Родрігес
Енрі́ке Ферна́ндес Родрігес (1 лютого 1935, Більбао, Іспанія — 25 лютого 1993, Одеса, Україна) — радянський український художник кіно іспанського походження.

## Життєпис
Народився 1935 р. в м. Більбао (Іспанія). Був вивезений з Іспанії 1938 року. Виховувався в Іванівському інтернаціональному дитячому будинку, закінчив Іванівське художнє училище, працював 4 роки в Іванівському театрі.
Закінчив Всесоюзний державний інститут кінематографії (1967).
Працював на Одеській кіностудії.
Був членом Спілки кінематографістів України.
Помер 25 лютого 1993 р. в Одесі.

## Фільмографія
Художник-постановник:
- «Ця мить» (1968),
- «Довгі проводи» (1971),
- «Юлька» (1972),
- «Прощавайте, фараони!» (1974),
- «Є у мене друг» (1974),
- «Доля барабанщика» (1975, т/ф, 3 с),
- «А до нас цирк приїхав» (1978, новела, к/м, реж. Анатолій Резніков),
- «Діалог з продовженням» (1980),
- «Єгипетський гусак» (1980, к/м),
- «Жіночі радощі й печалі» (1982) та ін.